# Prosper de Barante
Pour les articles homonymes, voir Barante.
Amable-Guillaume-Prosper Brugière, baron de Barante, est un historien, écrivain et homme politique français, né à Riom le 10 juin 1782 et mort au château de Barante à Dorat le 21 novembre 1866.
« Homme de beaucoup de tact, de sens et de finesse, homme de second plan mais qui a bien son originalité : c'est un janséniste aimable. » Anatole France.

## Biographie

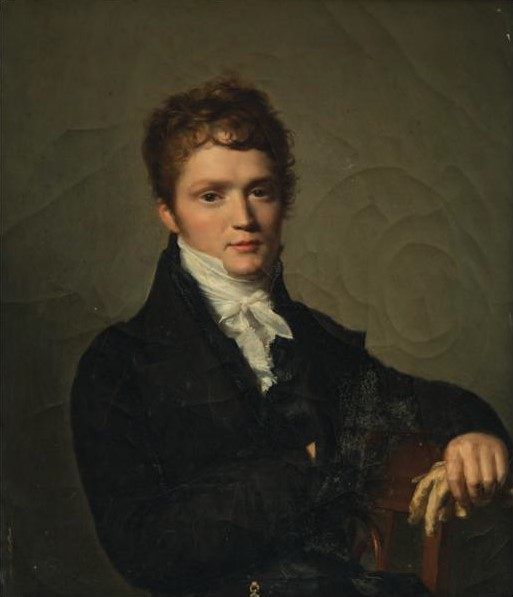
Prosper de Barante, peint par Firmin Massot, vers 1807

Issu d'une famille auvergnate, Prosper de Barante est le fils de Claude Ignace Brugière de Barante (1745-1814), avant la Révolution trésorier général de France à Riom, puis préfet, et de Anne Suzanne Tassin de Villepion.
Il est admis à l'École polytechnique en 1798 et commence sa carrière dans l'administration à Carcassonne (1800), où son père, est le premier préfet de l'Aude.
Surnuméraire au ministère de l'Intérieur en 1802, il collabore au Publiciste et à la Décade philosophique, avant d'être admis comme auditeur au Conseil d'État (12 mars 1806). Envoyé extraordinaire en Espagne (9 août 1806), intendant à Dantzig (8 novembre 1806), il est chargé d'une mission à Varsovie le 9 décembre de la même année.
Nommé sous-préfet de Bressuire le 8 juillet 1807 - poste qu'il occupe jusqu'en 1809 - il est souvent reçu au château de Clisson, à quelques kilomètres de sa résidence, par la marquise de La Rochejaquelein, veuve du général de Lescure, dont il recueille, retouche ou rédige (selon Anatole France) les souvenirs dans les Souvenirs de la guerre de Vendée publiés en 1814 ou 1815 et réédités en 1889 sous le titre de Mémoires de la marquise de La Rochejaquelein.
Il commande à la peintre Louise Bouteiller (1783-1828), en 1818, le portrait en pied de son épouse depuis 1809, Césarine d'Houdetot.
Nommé préfet de la Vendée le 1er février 1809, il inaugure un des quatre hôtels préfectoraux édifiés sous le Premier Empire.

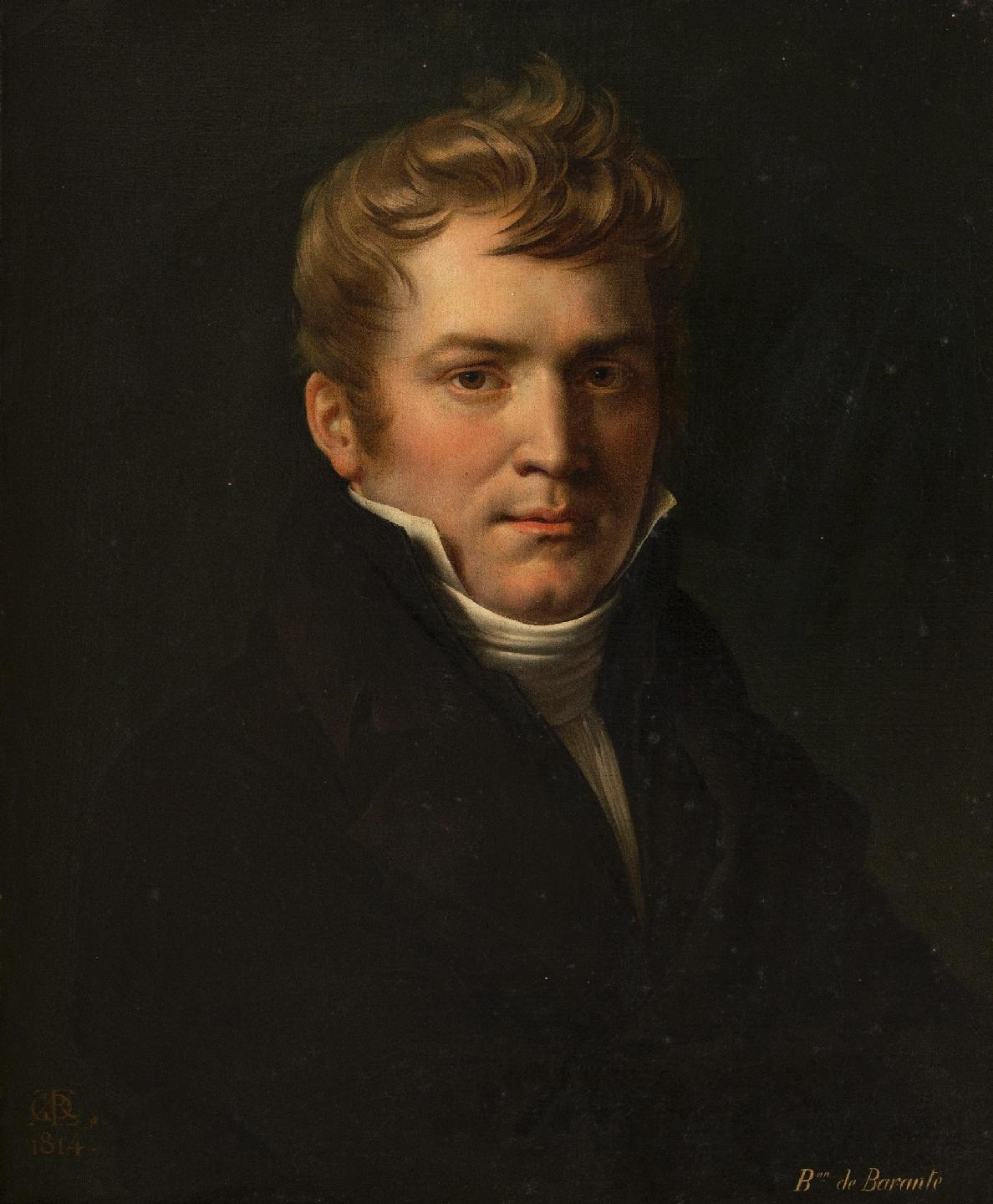
Anne-Louis Girodet, Prosper de Barante, 1814

Le 2 avril 1810, il assiste en qualité de préfet au second mariage de Napoléon Ier au Palais du Louvre. La même année, Barante publie anonymement son Tableau de la littérature française au XVIIIe siècle, ré-édité à plusieurs reprises, qui lui vaut notamment les plus grands éloges de Mme de Staël : il s'y efforce de relier l'évolution de la littérature à celle des mœurs. Nommé préfet de la Loire-Inférieure le 12 mars 1813, il se maintient à ce poste jusqu'au 20 mars 1815, et donne alors sa démission afin de respecter les clauses de son serment d'investiture face au nouveau gouvernement. En 1810, Barante rencontre, par l'intermédiaire de Suard, dont son père fréquente le salon, le jeune François Guizot, qui devient l'un de ses meilleurs amis pour le restant de sa vie. Après la Seconde Restauration, il est nommé par Louis XVIII conseiller d'État et secrétaire général du Ministère de l'Intérieur, et assure même l'intérim du Ministère de l'Intérieur jusqu’à l'arrivée du comte de Vaublanc ( septembre 1815). Il est ensuite nommé directeur général des Contributions Indirectes, fonctions qu'il occupe pendant quelques années.
Élu député le 22 août 1815 dans deux départements, la Loire-Inférieure (79 voix sur 156 votants et 215 inscrits) et le Puy-de-Dôme (145 voix sur 226 votants et 287 inscrits), il siège avec la minorité libérale dont les chefs sont Royer-Collard et de Serre. Lors de la séance du 28 novembre, il proteste contre la proposition de Jean-Guillaume Hyde de Neuville tendant à réduire le nombre des tribunaux et à supprimer l'institution royale des juges.
Devenu inéligible par suite de l'ordonnance royale du 5 septembre fixant à 40 ans l'âge d'éligibilité, Barante siège à la Chambre des députés comme commissaire du gouvernement. Le 25 novembre, c'est en cette qualité qu'il soutient la discussion du budget et remet en vigueur la législation sur les contributions indirectes, abrogée sous les Cent-Jours. Il prend la parole dans la discussion de la loi Gouvion-Saint-Cyr sur le recrutement de l'armée, et fait voter le monopole des tabacs.
Élevé à la dignité de pair de France héréditaire le 5 mars 1819, il continue de défendre ses idées libérales et prend place à la chambre des Pairs dans les rangs de l'opposition comme l'un des principaux orateurs des doctrinaires. Il monte à la tribune dans la discussion de la loi destinée à réprimer les crimes et délits commis par voie de presse, pour déclarer qu'à son sens, les articles 6 et 7 de la Charte ne devaient pas être entendus comme donnant à la religion catholique une situation privilégiée.
Le ministère Richelieu II qui succède au ministère Decazes le 17 février 1820, évince Barante du Conseil d'État et lui offre en compensation l'ambassade du Danemark, qu'il refuse.
Il se livre alors entièrement à ses travaux historiques, tout en s'associant, à la Chambre des pairs, à l'opposition aux ministères successifs de la Restauration, à l'exception de celui de Martignac.
En 1826, il séjourne au château de Valençay, propriété de Talleyrand.

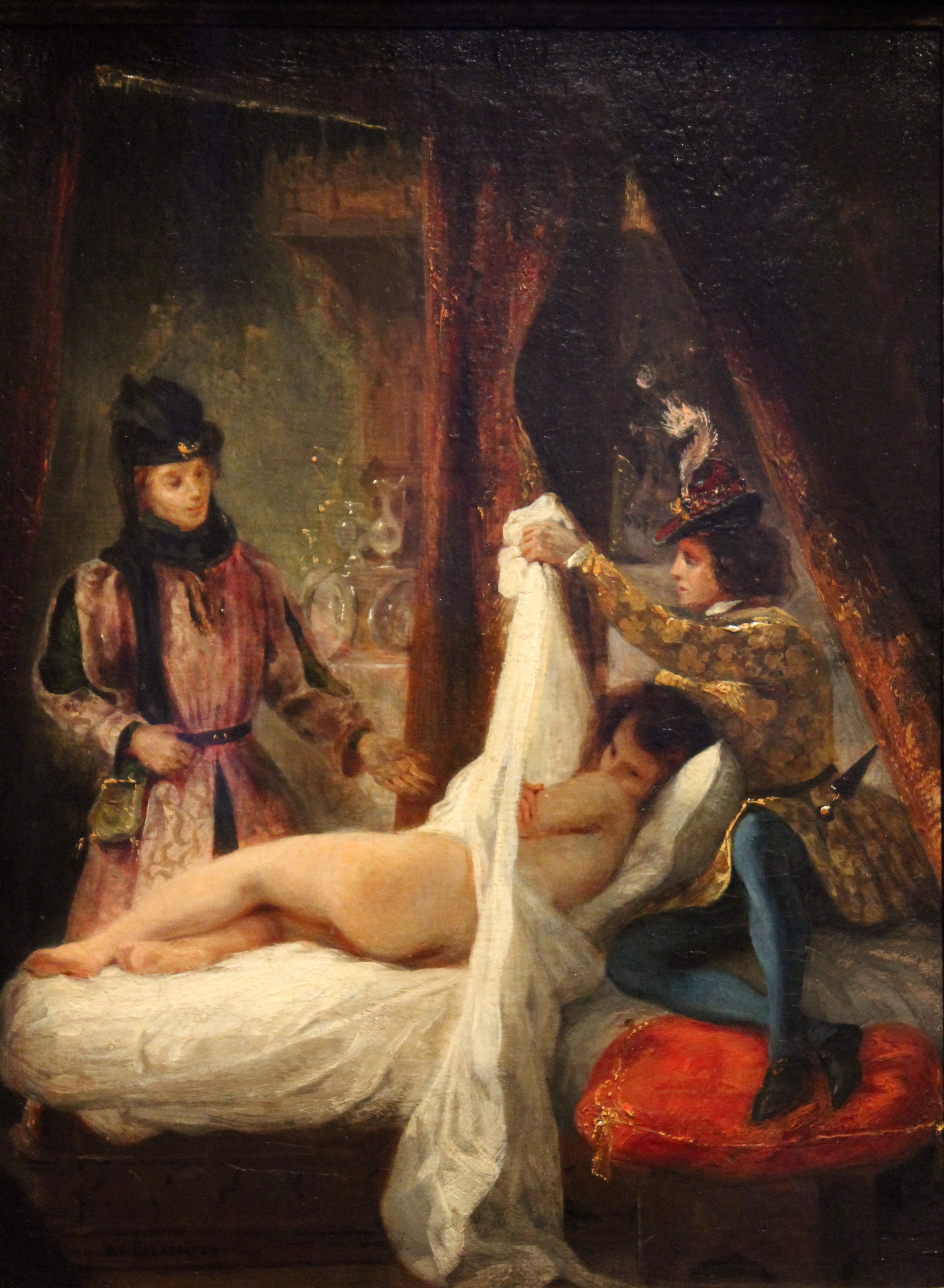
Le Duc d'Orléans montrant sa maîtresse, Eugène Delacroix, 1825-1826, d'après l’Histoire des ducs de Bourgogne, Musée Thyssen-Bornemisza, Madrid

Il publie son Histoire des ducs de Bourgogne de la maison de Valois en 13 volumes. Cet ouvrage, qui est un grand succès et connut de nombreuses éditions, lui vaut d'être élu, en 1828, au 33e fauteuil de l'Académie française. Ouvrage remarquable par ses qualités narratives et de style, caractéristique de l'école historique romantique, il pèche par son manque de recul critique et de rigueur scientifique, qu'avoue d'ailleurs sans détours l'épigraphe : Scribitur ad narrandum non ad probandum (Ce livre est écrit pour raconter une histoire, pas pour la démontrer).
Avec l'avènement de la monarchie de Juillet, Barante voit s'accomplir son idéal politique libéral. Il continue à siéger à la chambre des Pairs et soutient constamment la majorité ministérielle. Il est envoyé comme ambassadeur à Turin en octobre 1830 et à Saint-Pétersbourg en 1835. Il y accueille le Marquis de Custine, qu'il influence fortement dans la rédaction de son ouvrage La Russie en 1839.
À la suite d'un incident diplomatique entre la France et la Russie en 1842, les ambassadeurs sont rappelés dans leurs pays respectifs. Barante, bien que titulaire du poste jusqu'en 1848, ne se rendit plus à Saint-Pétersbourg. Il fut fait grand-croix de la Légion d'honneur le 19 avril 1846. La Révolution de 1848 l'éloigne définitivement de la vie publique.
Il s'installe à demeure dans sa propriété de Barante, sur la commune de Dorat, près de Thiers qu'il réaménage après l'incendie de 1842. Il y accueille un grand nombre d'invités illustres comme Chateaubriand, Lamartine, Cousin, Guizot, Thiers, le duc de Broglie. Son château renferme alors de belles collections de meubles et d'œuvres d'art, des souvenirs de ses amies Germaine de Staël et Juliette Récamier, et surtout une bibliothèque de quelque 60 000 volumes qui fait l'admiration des beaux esprits de son temps. Avec son épouse, Césarine d'Houdetot, il consacre désormais son temps à diverses œuvres de charité et à l'amélioration des conditions de vie à Thiers. En 1846, le couple obtient du baron Jacques Mancel-Chabot, Français établi en Russie, le legs d'une fortune de 228 000 francs en vue de constituer une société de secours mutuels dans la cité coutelière. La mutualité thiernoise, une des premières en France, tient sa première réunion en 1853.
Anatole France se rappelait Barante octogénaire dans la librairie de son père :
« Je n'ai jamais rencontré plus aimable vieillard [...] M. de Barante a beaucoup écrit, et même fort bien, sans que ses œuvres littéraires et historiques soient beaucoup autre chose que les distractions d'un homme d’État et les plaisirs d'un sage [...]. Personne ne lit plus ses pages de ducs de Bourgogne (ni) ses histoires de la Convention et du Directoire. (Il) est plus intéressant que ses écrits et le meilleur de ses ouvrages pourrait être celui où il se peint lui-même [...]. »

## Mariage et descendance

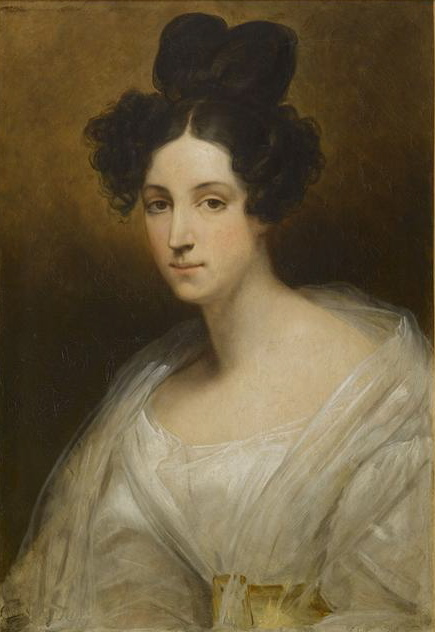
Portrait de Césarine d'Houdetot, baronne de Barante (1794-1877)

Le 28 novembre 1811, il épouse Césarine d'Houdetot (1794-1877), pour qui Charles de Rémusat avait brûlé naguère. Elle était la fille de César Louis Marie François Ange d'Houdetot et de sa seconde épouse, Constance Joséphine de Céré. Elle était aussi la sœur d'Elisabeth d'Houdetot, mariée avec Jean-Baptiste Lecat de Bazancourt, la petite-fille de Sophie Lalive de Bellegarde, comtesse d'Houdetot, et tante de l'épouse de Louis-Mathieu Molé. Dont sept enfants :
- Marie Adélaïde Suzanne Brugière de Barante (Paris, 13 mars 1813 - Paris, 6 février 1886), mariée à Paris le 19 août 1835, le baron Gonzalve de Nervo (1804-1897), dont postérité : ils sont les parents de Robert de Nervo ;
- Suzanne Constance Brugière de Barante (1814 - 15 janvier 1816) ;
- Prosper Claude Ignace Constant Brugière de Barante, sous-préfet puis préfet, conseiller-général, député puis sénateur (Paris, 27 août 1816 - Paris, 9 mai 1889), marié en 1850 avec Lucie Elisabeth de Montozon (1826-1895), dont postérité : leur fille Jeanne de Barante et son époux, Alfred Sommier; furent, de 1875 à 1908 les restaurateurs du château de Vaux le Vicomte ;
- Sébastien Ernest César Brugière de Barante, secrétaire d'ambassade, non marié (Paris, 22 avril 1818 - Vanves, 18 septembre 1859) ;
- Constance Césarine Marie Frédérique Brugière de Barante (Paris, 11 mai 1820 - Aisy sous Thil, 28 juin 1895), mariée à Paris le 19 avril 1843 avec Alberic Hubert Perrot de Chazelle (1807-1880), dont postérité ;
- Suzanne Constance Césarine Sophie Brugière de Barante (1823 - 9 juin 1825) ;
- Ernestine Louis Marie Brugière de Barante, non mariée (Paris, 9 avril 1826 - Paris, 16 janvier 1847)[12].

## Œuvres
- Tableau de la littérature au XVIIIe siècle, 1809 ; 8e éd., 1857, in-18
- Traduction des Œuvres dramatiques de Schiller, précédée d'une Notice, 1821, 6 vol. in-8
- Des communes et de l'aristocratie, 1821
- Notice sur Madame la Duchesse de Duras, imprimerie de Porthmann, 1823, In-8
- Notice sur la vie et les ouvrages de M. le comte de Montlosier, lue à la séance du 15 septembre 1842, imprimerie de Thibaut-Landriot, 32 p., in-8°
- Histoire des ducs de Bourgogne de la maison de Valois, 1824-1826, 13 vol. in-8 (à voir sur Gallica); 8e éd. 1858, 8 vol. in-12 avec atlas
- Histoire des Ducs de Bourgogne de la Maison de Valois 1364-1482, 8 vol. Nouvelle édition, Librairie Académique Didier et Cie, Libraires-Éditeurs, Paris, 1860
- Questions constitutionnelles, 1850
- Histoire de la Convention, 1851-1853, 6 vol. in-8
- Le Général Desaix, étude historique par M. le Cte Beker, 1853, éd. des bureaux de La Revue contemporaine, 23 p., in-8
- Histoire du Directoire, 1855, 3 vol. in-8
- Éloge de M. le comte Molé prononcé dans l'assemblée générale de la Société de l'Histoire de France du 8 mai 1856, imprimerie de C. Lahure, 1856
- Études historiques et biographiques, 1857
- Histoire de Jeanne d'Arc, Publication Didier, 1859, 276 p., in-18
- Discours, 1861, 2 vol. in-8
- Vie politique de Royer-Collard, 1861
- Notes sur la Russie, 1835-1840 revues et mises en ordre par M. le baron de Nervo, son gendre

Publication Michel Lévy frères, 1875, 464 p., in-8
- Mélanges historiques et littéraires
- Plusieurs brochures politiques.